# Irina Jabárova
Irina Khabarova (Rusia, 18 de marzo de 1966) es una atleta rusa, especializada en la prueba de 4 x 100 m en la que llegó a ser subcampeona olímpica en 2004.

## Carrera deportiva
En los JJ. OO. de Atenas 2004 ganó la medalla de plata en los relevos 4 x 100 metros, con un tiempo de 42.27 segundos, tras Jamaica y por delante de Francia, siendo sus compañeras de equipo: Olga Fyodorova, Yuliya Tabakova y Larisa Kruglova.
Dos años después, en el Campeonato Europeo de Atletismo de 2006 ganó la medalla de oro en la misma prueba, con un tiempo de 42.71 segundos, llegando a meta por delante de Reino Unido y Bielorrusia (bronce), siendo sus compañeras de equipo en esta ocasión: Yuliya Gushchina, Natalya Rusakova y Yekaterina Grigoryeva.